# アントワネット
アントワネット（Société des avions et moteurs Antoinette）は、フランスの初期の航空機メーカーである。1904年にレオン・ルヴァヴァスール（Leon Levavasseur, 1863年 - 1922年）とジュール・ガスタンビド（Jules Gastambide）が設立した。会社の名前はガスタンビドの長女の名前からつけられた。Puteauxに設立された。
はじめ自動車用エンジンの製造をおこなったが、1907年から航空機の製造を始めた。アントワネット IIの原型となったGastambide-ManginはEugene Welferingerの操縦で1908年2月に初飛行した。1908年8月1日にアントワネット IIは同乗者を乗せて初飛行した。アントワネットのエンジンはポール・コルニュの史上最初のヘリコプターの動力としても用いられた。

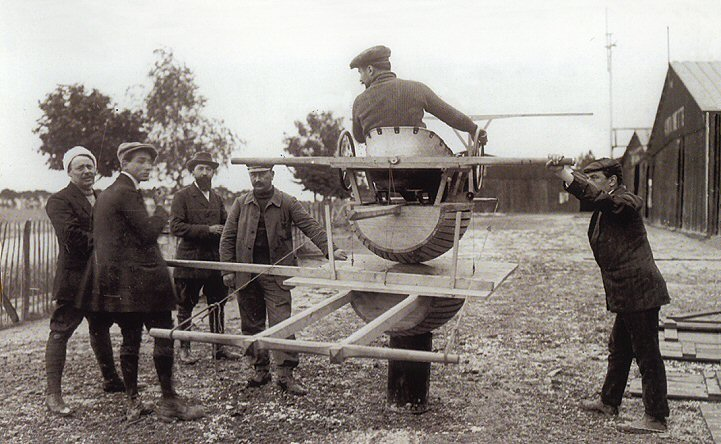
1910年頃使われた地上練習用の「アントワネットの樽」

アントワネット機はユベール・ラタムの操縦によって、1909年8月のランスの航空大会で155mの高度を飛んだ記録をはじめ多くの記録を作った。
飛行学校を作り、多くのパイロットを育成する事業は成功し、アントワネットの飛行学校で学んだパイロットにはMarie Marvingtがいる。地上での訓練用に原始的な「飛行シミュレーター」となる、「アントワネットの樽」を使った。
1911年に革新的な設計のアントワネット軍用単葉機を製作したが、当時のエンジンの出力に対して重量過重で失敗作となった。1911年に閉鎖された。

## 製造した航空機
- アントワネット I
- アントワネット II
- アントワネット III （1908年）
- アントワネット IV （1908年）
- アントワネット V （1908年）
- アントワネット VI （1908年）
- アントワネット VII （1909年）
- アントワネット VIII